# Libertate pozitivă
Libertatea pozitivă se referă la libertatea de a acționa în conformitate cu voința proprie, spre deosebire de libertatea negativă, care este libertatea față de constrângerile externe care ar putea afecta acțiunile cuiva. Conceptul de libertate pozitivă poate include, de asemenea, libertatea față de constrângerile interne.
Conceptele de structură și acțiune sunt esențiale pentru conceptul de libertate pozitivă, pentru că, pentru a fi liberă, o persoană ar trebui să se elibereze de inhibițiile impuse de structura socială pentru a-și exercita liberul arbitru. Din punct de vedere structural, discriminarea în baza clasei sociale, sexismul, discriminarea în funcție de vârstă și rasismul pot inhiba libertatea unei persoane. Deoarece se concentrează pe posibilitatea de a acționa din punct de vedere sociologic, libertatea pozitivă este sporită de posibilitatea cetățenilor de a participa la guvernare și de a-și vedea vocile, interesele și preocupările recunoscute și auzite.
Deși eseul lui Isaiah Berlin „Două concepte de libertate” (1958) este recunoscut de obicei drept prima scriere care trasează în mod explicit distincția dintre libertatea pozitivă și cea negativă, psihanalistul afiliat școlii din Frankfurt și filosoful umanist marxist Erich Fromm a făcut o distincție similară între libertatea negativă și cea pozitivă în „The Fear of Freedom" (Frica de libertate) (1941), care a precedat eseul lui Berlin cu mai mult de un deceniu.

## Prezentare generală
Cuvântul libertate se poate referi la multe lucruri, dar Isaiah Berlin a recunoscut două tipuri principale de libertate. Berlin a afirmat că declarația „nu sunt robul nimănui” reprezintă libertatea negativă, adică libertatea față de interferența directă a unui alt individ. El a discutat această afirmație în contrast cu afirmările care decurg din libertatea pozitivă, precum „Eu sunt propriul meu stăpân", care susțin libertatea de a putea alege propriile ținte în viață.
Charles Taylor consideră Libertatea Negativă un „concept de oportunitate”: omul are libertate negativă dacă nu este înrobit de forțele externe și are acces egal la resursele societății (indiferent de modul în care cineva decide să-și petreacă timpul). Libertatea pozitivă, spune Taylor, este un "concept de exercițiu": deținerea lui ar putea însemna că nu este constrânsă intern; trebuie să fii capabil să acționezi în conformitate cu cel mai înalt nivel de sine - în funcție de rațiune. Să presupunem că un actor bogat și puternic este și dependent de droguri. Acest actor poate avea o mare parte a Libertății Negative, dar foarte puțină libertate pozitivă conform lui Taylor. Prin definițiile lui Taylor, libertatea pozitivă presupune a fi într-o stare matură de luare a deciziilor, fără restricții interne sau externe (de exemplu, slăbiciune, teamă, ignoranță etc.).

## Exemple
Într-o descriere a libertății pozitive din Enciclopedia de filosofie Stanford.
„În termeni simpli, se poate spune că o societate democratică este o societate liberă deoarece este însăși determinată și că un membru al acelei societăți este liber în măsura în care participă la procesul său democratic. Dar există și aplicații individualiste ale conceptului de libertate pozitivă. De exemplu, se spune uneori că un guvern ar trebui să vizeze în mod activ crearea condițiilor necesare pentru că indivizii să fie însăși suficienți sau să reușească auto-realizarea. ”
În "Recuperarea contractului social", Ron Replogle a făcut o metaforă utilă în înțelegerea libertății pozitive. "Desigur, nu este nici un atac asupra demnității mele ca persoană dacă îmi iei cheile de la mașînă, împotriva voinței mele, când am băut foarte mult. Nu este nimic paradoxal să faci un acord în prealabil pentru a asigura supravegherea paternalistă în circumstanțele în care competența este deschisă la îndoială ". În acest sens, libertatea pozitivă este aderarea unui set de reguli convenite de toate părțile implicate. În cazul în care normele vor fi modificate, toate părțile implicate trebuie să convină asupra schimbărilor. Prin urmare, libertatea pozitivă este o filosofie contractariană.
Cu toate acestea, Isaiah Berlin să opus oricărei sugestii că paternalismul și libertatea pozitivă ar putea fi echivalente. El a afirmat că libertatea pozitivă ar putea fi aplicată numai atunci când retragerea libertății de la o persoană era în căutarea unei alegeri pe care o făcea el însuși, nu un principiu general al societății sau al oricărei alte persoane. În cazul în care o persoană îndepărtează cheile mașinii conducătorului auto împotriva voinței sale, deoarece a băut mult, această reprezintă o libertate pozitivă numai dacă conducătorul auto a făcut ce a făcut din propria inițiativă și a luat o decizie anterioară de a nu conduce beat. Astfel, prin înlăturarea cheilor, cealaltă persoană facilitează această decizie și asigură că aceasta va fi menținută în fața comportamentului paradoxal (de exemplu, bea) de către șofer. Pentru ca cel care acționează să scoată cheile în absența unei intenții exprimate față de șofer, deoarece consideră că șoferul nu trebuie să conducă beat, este paternalism ci nu libertate pozitivă prin definiția lui Berlin. 
Erich Fromm vede distincția dintre cele două tipuri de libertate emergente alături de evoluția omenirii, departe de activitatea instinctuală care caracterizează formele inferioare a animalelor. Acest aspect al libertății, argumentează el, "este folosit aici nu în sensul său pozitiv de" libertate ", ci în sensul său negativ de" libertate față de ", și anume libertatea de determinarea instinctuală a acțiunilor sale”. Pentru Fromm, libertatea de la instinctul animal implică implicit că supraviețuirea depinde acum de necesitatea de a schimbă propriul curs. El relatează această distincție cu povestea biblică a expulzării omului din Eden:
„Acționarea împotriva ordinelor lui Dumnezeu înseamnă eliberarea de constrângere, ieșind din existența inconștientă a vieții preumaniste la nivelul omului. Acționând împotriva poruncii autorității, săvârșirea unui păcat, este în aspectul uman pozitiv primul act al libertății. [...] el este eliberat de robia paradisului, dar el nu este liber să se guverneze pe sine, să-și realizeze individualitatea ”
Libertatea pozitivă, afirmă Fromm, vine prin actualizarea individualității în echilibru cu separarea de întreg: o "solidaritate cu toți oamenii", unită nu prin legături instinctuale sau predeterminate, ci pe baza unei libertăți bazate pe rațiune.

## Diverși gânditori
Teoria libertății lui Jean-Jacques Rousseau, conform căreia libertatea individuală se realizează prin participarea la procesul prin care comunitatea exercită controlul colectiv asupra afacerilor sale în conformitate cu "voința generală". Unii interpretează Contractul Social pentru a sugera că Rousseau credea că libertatea era puterea cetățenilor individuali de a acționa în guvern pentru a aduce schimbări; această este în esență puterea pentru autoguvernare și democrație. Rousseau însuși a spus: "Simplul impuls al apetitului este sclavia, în timp ce ascultarea de lege pe care o prescriem noi este libertatea”. Pentru Rousseau, trecerea de la starea naturii către statul civil înlocuiește justiția cu instinctul dă acțiunile sale moralitatea pe care nu o aveau anterior.
Totuși, această este o singură interpretare a lucrării lui Rousseau. Această viziune nu descrie cu adevărat voința generală în termenii interpretărilor sale mai moderne. Mai degrabă descrie "voința tuturor" (în terminologia lui Rousseau). Voința tuturor contrastează cu voința generală prin faptul că anteriorul cuprinde dorințele și poftele compuse ale celor care alcătuiesc societatea, iar cele din urmă opiniile și credințele obiective și opiniile motivate ale celor care se văd că parte a unei națiuni și a unui grup de bărbați. Nu se poate spune că o lege este de voință generală dacă nu este generală în origini și aplicații. Vulturile speciale nu pot fi omogene în modul pe care voința generală o cere. Totuși, această nu înseamnă că libertatea lui Rousseau este incompatibilă cu libertatea pozitivă. Mai degrabă, trebuie să eliminăm implicația că libertatea pozitivă necesită control colectiv asupra afacerilor care derivă din deciziile conștiente și exprimate ale oamenilor. Sarcina pe care Rousseau o acordă "legiuitorul" în contractul social este aceea de a descifra voința generală de la masă de voințe particulare. Dacă autorul legii, oricare ar fi formă această, poate să facă acest lucru, atunci persoanele care compun o societate au participat cu adevărat (prin voința lor reală, motivată și temperată) în controlul colectiv al afacerilor lor. După cum spune extrasul de mai sus, guvernarea prin voința tuturor este sclavia. Soluția obișnuită a lui Rousseau asupra modului în care autorul legii ar putea să facă acest lucru este omogenitatea culturală, pe de o parte, și statele fizice mici, pe de altă parte. Aceste două teme se repetă în cadrul lucrărilor lui Rousseau, adesea cu scopul de a omogeniza voințe speciale nearmonioase
Potrivit lui GFW Hegel, "Libertatea este caracterul fundamental al voinței [...] Ceea ce este liber este voința. Voința fără libertate este un cuvânt gol." [11] El a susținut de asemenea că "datoria nu este o restricție asupra libertate, dar numai pe libertate în abstract "și că" datoria este realizarea esenței noastre, câștigarea libertății pozitive "[12]